# Рік Девіс (політичний консультант)
Річард Г. «Рік» Дейвіс-молодший (нар. 1957) — американський політичний консультант. Станом на листопад 2017 року займає посаду партнера та головного операційного директора Pegasus Sustainable Century Merchant Bank, приватної інвестиційної компанії, що спеціалізується на проектах сталого розвитку. Керівний партнер з розвитку бізнесу та зв'язків з громадськістю консалтингової фірми Davis-Manafort, штаб-квартира якої перебуває в Александрії (штат Вірджинія). Найбільше прославився як керівник національного передвиборного штабу Джона Маккейна під час президентської кампанії 2008 року (з 11 липня 2007 року по 4 листопада 2008-го). На цій посаді він курирував розробку і реалізацію всієї стратегії та політики штабу. Девіс також був керівником національного передвиборного штабу Маккейна під час президентської кампанії Джона Маккейна 2000 року (з 6 квітня 1999 року по 9 березня 2000).

## Кар'єра
Народився в родині моряка. Навчався в університеті Алабами. Після вивчення campaign business в Алабамі та Міссісіпі, став національним field director Республіканського національного комітету коледжів під час висування Рональда Рейгана на посаду президента США 1980 року.
Девіс служив працівником Білого дому за часів президентства Рональда Рейгана з 1985 по березень 1987 році як головний помічник директора в Офісі кабінетних справ, а також спеціальним помічником президента. Як заступник директора відповідав за координацію і розвиток внутрішньої політики США в Білому домі. Він курирував усе політичне планування і прийняття рішень з питань, що стосуються навколишнього середовища та енергетики.
Під час свого перебування в Білому домі Девіс займав посаду головного директора Ради з внутрішньої політики, в офісі секретаря Кабінету Міністрів. Там він координував політику і проекти, серед яких Закон про катастрофічну хворобу президента, Зведений закон про охорону здоров'я 1986 року, приватизація Conrail, політика президента щодо комерціалізації космічної галузі, комісія Роджерса, а також пакет президента про конкурентоспроможність 1987 року. Девіс був також членом низки міжвідомчих робочих груп, в тому числі спеціальної міжвідомчої робочої групи з космосу, робочої групи з політики в галузі охорони здоров'я і робочої групи з навколишнього середовища.
На додаток до своєї служби в Білому домі, Девіс працював у Департаменті охорони здоров'я і соціальних служб, Міністерстві торгівлі США, Управлінні міжнародної торгівлі, Міністерстві внутрішніх справ та Департаменті житлового будівництва і міського розвитку.
1990 року Девіс був консультантом на конференції Білого дому з науки і економічних досліджень, пов'язаній з глобальною зміною клімату. Він управляв порядком денним в галузі розвитку і досліджень для адміністрації Джорджа Герберта Вокера Буш. Понад 20 країн взяли участь у першій міжнародній конференції, організованій президентом, безпосередньо пов'язаній зі зміною клімату.
Він залишив Білий дім Рейгана, щоб працювати з давнім лобістом Полом Манафортом, ставши співзасновником лобістської фірми Davis Manafort. Між 1998 і 2008 роками його фірмі виплачено принаймні $2,8 млн за лобіювання Конгресу, сприяння про-російській політиці щодо України.
Девіс входить до складу Ради з американської політики, яка об'єднує лідерів провідних політичних та комунікаційним майданчиків для вирішення проблем розвитку і збагачення Вищої школи політичного управління Університету Джорджа Вашингтона.

### Вітчизняний політичний досвід
- 1976 — голова, Алабама Коледж Республіканців.
- 1979 — співробітник, Національний комітет республіканців.
- 1980 — регіональний директор, Прихильність '80 Рейган/Буш Кампанії.
- 1982 — керівник кампанії, успішна кампанія Пола Трайбла на виборах у Сенат США.
- 1984 — директор національних зборів, кампанія з переобрання Рейгана/Буша.
- 1988 — координатор Президентських дебатів 1988, Президентська кампанії Буша/Квейла 1988.
- 1996 — заступник керівника кампанії, Президентська кампанія сенатора Боба Доула 1996 року.

### Міжнародний політичний досвід
Крім політичних кампаній в США, Девіс має великий досвід роботи політичним консультантом в Азії, Європі та Латинській Америці. Через свою фірму, Davis Manafort Inc., він координував президентські, парламентські, губернаторські кампанії та референдуми в більш ніж десятці країн. Його діяльність також включає в себе розробку і реалізацію кампаній зі зміцнення демократії в зарубіжних країнах.

### Президентська кампанія 2000
Девіс служив заступником Манафорта під час організації в 1996 Національного з'їзду республіканців; обидва пізніше приєдналися до президентської команди Боба Доула. Працюючи на Доула, Девіс сказав репортерові, що він «здувся» від нетрадиційної політики Маккейна. Він приєднався до першої заявки Маккейна на виборах 1999 року, як керівник кампанії.

### Альянс Домоволодіння
У 2000 році Девіс очолив групу під назвою Альянс домоволодіння, інформаційно-пропагандистську групу Фанні Мей і Фредді Мак . Він сказав, що організація була присвячена «викриттю і боротьбі з тенденціями, які можуть завдати шкоди доступові споживачів до дешевих іпотечних варіантів». Був головою групи впродовж п'яти років, коли його зарплатня становила понад $30,000 на місяць. Наприкінці 2005 року Фанні Мей і Фредді Мак вирішили, що Альянс домоволодіння віджив себе, і його потрібно закрити.

### Інститут Реформ
Коли 2001 року Маккейн започаткував Reform Institute для заохочення реформи фінансування виборчих кампаній, він залучив до цього Девіса. 2002 року Девіс отримав $120,000 як консультант інституту; у 2003 році йому заплатили $110,000 ставки. У 2004 і 2005 роках, коли він був президентом цього некомерційного інституту, його зарплата склала $165,000. Згідно з податковою формою він працював п'ять годин на тиждень або у міру необхідності".

### Президентська кампанія 2008 року

#### Роль
У 2006 році Девіс допоміг планувати наступне висування Маккейна на президентських виборах, уявляючи собі корпоративний стиль цієї кампанії за зразком висування Буша 2004 року. Він почав президентську виборчу кампанію Маккейна 2008 року як головний виконавець. У липні 2007 року, після відставки керівника кампанії Террі Нелсона і головного стратега Джона Вівера, він зайняв пост керівника кампанії. У липні 2008 року Стів Шмідт почав опікуватися поденним перебігом виборчої кампанії, хоча Девіс зберіг посаду керівника кампанії.

#### Платежі
2006 року Девіс і Манафорт сформували компанію 3eDC, інтернет-фірму, яку кампанія Маккейна обрала доглядати за вебсайтом кампанії та онлайн-збором коштів. Компанія отримала $340,000 перед скасуванням договору у квітні 2007 року; в середині червня кампанія повідомила, що вона все ще винна компанії $721,000. в цілому, кампанія Маккейна заплатила компанії $971,860. У червні 2008, Campaign Money Watch, незалежна політична група 527, подала федеральну скаргу, що компанія неправомірно зменшила суму, яку їй винна кампанія, на $107,000.
 У червні 2009 року FEC постановила, що ця скарга не має підстав і відкинула її.

У квітні 2008 року, після того, як Маккейн став передбачуваним кандидатом від республіканців, 3eDC заплатили $20,000 за рахунок Республіканського Національного комітету (РНК). У червні 2008 року РСД і 3eDC вели переговори щодо значно більшого контракту, який міг вартувати $2 або 3 млн доларів. Звіти FEC про витрачання коштів на адресу RNC і кампанія Маккейна показують, що цього не сталося.

## Суперечності

### Платежі від Фредді Мак і Фанні Мей
21 вересня 2008 року Нью-Йорк Таймс повідомила, що за період з 2000 по 2002 рік (коли Франклін Рейнс був генеральним директором «Фенні Мей»), Девіс отримав майже $2 млн від Фанні Мей і Фредді Мак за консалтингові послуги. За словами Роберта Маккарсона, колишнього прес-секретаря «Фенні Мей», «цінність його [Девіса] полягала в тому, що він приніс у стосунки близькість до сенатора Маккейна і можливість того, що сенатор Маккейн збирається балотуватися в президенти знову.» Маккарсон також стверджує, що «коли він працював [на Фанні Мей] з 2000 по 2002 рік, Фанні Мей і Фредді Мак спільно платили фірмі містера Девіса по $35 000 на місяць.».
Три дні по тому Нью-Йорк Таймс повідомила, що «Фредді Мак» виплачувала фірмі Девіса, Девіс Манафорт, $15.000 на місяць за «консалтинг», з кінця 2005 року, коли Девіс перестав бути главою Альянсу домоволодіння, до серпня 2008 року. Платежі припинилися, коли федеральний уряд перебрав на себе Фредді Мак. За словами The Times, «Девіс полишив фірму Davis Manafort заради президентської кампанії, але як власника акцій продовжує отримувати вигоди від її доходу.»
Кампанія Маккейна відреагувала 24 вересня з заявою про те, що Девіс не пов'язаний з Davis Manafort починаючи з 2006 року, і що «як вже повідомлялося раніше, м-р Девіс не отримував відтоді від фірми ніякого доходу. Нуль. Пан Девіс не отримував ні зарплати, ні компенсації починаючи з 2006 року. Пан Девіс не отримував ніякого прибутку або партнерські дистрибутивів від цієї фірми на будь-якій основі — потижневій, раз на два тижні, помісячній, раз на два місяці, поквартальний, піврічній або річній — з 2006 року. Знову ж таки, нуль. Також пан Девіс не отримав акціями фірми на основі прибутку, отриманого з моменту коли він полишив Davis Manafort в 2006 році.» 28 вересня, «Ньюсвік» повідомив, що Девіс приєднався до кампанії в січні 2007 року, а не в 2006 році, і що він вказав, щоб його зарплатню $20,000 на місяць виплачували безпосередньо Davis Manafort.
The Times повідомили, що «ніхто в Davis Manafort крім пана Девіса involved in efforts on Freddie Mac's behalf, the people familiar with the arrangement said.» «Ньюсвік» повідомив, що протягом періоду виплат, Фредді Мак не мав жодних контактів з Davis Manafort крім отримання щомісячних рахунків від фірми і оплачування їх. Єдине, що чиновники Фредді Мак змогли згадати про співпрацю Девіса з компанією, як передає Times, був виступ на жовтневому форумі 2006 року відвідали менеджери середньої і топ ланки, які сприяли Freddie PAC, комітету з політичної діяльності компанії.

### Історія з Олегом Дерипаскою
2006 року Девіс допоміг влаштувати зустріч Маккейна з російським алюмінієвим магнатом Олегом Дерипаскою в Швеції в ході міжнародної економічної конференції. Підозрювані зв'язки Дерипаски з анти-демократичним фігурами та представниками організованої злочинності настільки суперечливі, що влада США анулювали його в'їзну візу в 2006 році.
В той час Девіс працював у лобістській фірмі і прагнув налагодити ділові стосунки з мільярдером. Пізніше того ж місяця Дерипаска написав Девісу і його партнерові, політичному консультанту Полу Манафорту, щоб подякувати їм за організацію зустрічі. «Дякую вам щиро за організацію всього в Клостері так ефектно», — написав він. «Було дуже цікаво зустрітися з сенаторами Маккейном, Чамбліссом і Сунуну в такій інтимній обстановці.»

### Компанія DHL
У 2003 році Девіс і його лобістська фірма була найняті німецької логістичною компанією DHL І ВДВ Експрес, щоб лобіювати в Конгресі ухвалення злиття цих двох фірм. DHL Holdings у підсумку вдалося придбати Airborne Express.
Маккейн і Девіс потрапили під атаку АФТ-КПП за полегшення операції, оскільки DHL планує відмовитися від використання в Вілмінгтон, штат Огайо вантажного аеропорту як хаба. Аеропорт та комплекс з пакуванні і сортування у Вілмінгтоні раніше належали Airborne Express. Цей захід DHL буде коштувати близько 8000 робочих місць у повітряному парку Вілмінгтона. Під час злиття, угода створила близько 1000 робочих місць для району Вілмінгтона.

## Вигадані зображення
2012 року Пітер Макнікол зобразив Девіса у фільмі HBO під назвою Зміна правил гри.